# Stadio Fratelli Ballarin
Lo Stadio Fratelli Ballarin è stato un impianto calcistico di San Benedetto del Tronto.
Ospitò gli incontri interni della squadra calcistica della Sambenedettese dalla Seconda Divisione 1931-1932 fino a tutta la stagione di Serie B 1984-1985. Vi giocava inoltre, fino al 2013, la squadra locale di Rugby a 15 "Unione Rugby San Benedetto". Concepito solo per il gioco del calcio, era di modello inglese, con le tribune addossate al terreno di gioco, celebre per il tifo caldo e appassionato dei supporter locali e per questo soprannominato la "Fossa dei Leoni", fu per vari decenni luogo di aggregazione e socializzazione per la comunità. Poteva contenere al massimo 13 000 spettatori.

## Storia

### Costruzione
Fino al 1930 la squadra locale, la Sambenedettese, giocava le sue partite presso il "Campo Comunale Unione", inaugurato nel maggio 1926, situato nell'attuale piazza San Giovanni Battista e denominato la "Trappoletta" o la "Cajenna" per l'atmosfera claustrofobica creata dalle mura di recinzione. Vi era, quindi, la necessità di un nuovo impianto sportivo; i lavori per la costruzione del nuovo stadio si svolsero fra la primavera e l’estate del 1931, con ina spesa di 192.000 lire.Fu inaugurato il 22 novembre 1931 con una partita fra Sambenedettese e Fano e fu denominato campo sportivo "del Littorio". Nel 1944 venne intitolato a Tommaso Marchegiani, detto "Massì", calciatore della Sambenedettese morto in un bombardamento durante la guerra, e, infine, nel 1949 ai fratelli Aldo e Dino Ballarin, calciatori del Grande Torino, vittime della tragedia di Superga. Dopo i fatti tragici del rogo del Ballarin del 1981, l'amministrazione comunale di San Benedetto del Tronto, con a capo l'allora sindaco Alberto Cameli, e la società Sambenedettese Calcio, guidata dal presidente Ferruccio Zoboletti, iniziarono a studiare una soluzione alternativa e venne individuato il luogo sul quale doveva sorgere il nuovo stadio. Nel 1985 lo stadio venne sostituito dallo Stadio Riviera delle Palme, ma, fino alla fine degli anni novanta, è stato utilizzato per gli allenamenti della prima squadra e le partite interne delle formazioni Berretti, Allievi ed Esordienti della Sambenedettese.

### Demolizione
Il 27 novembre 2018 iniziarono i lavori di smantellamento dell'impianto; la demolizione riguardava la tribuna ovest, con il recupero del vecchio muro di recinzione del campo lato ovest degli anni trenta, vincolato dalla Soprintendenza perché esempio di  architettura razionalista. Il 27 febbraio 2024 sono iniziati i lavori di demolizione della restante struttura e di rigenerazione urbana, che termineranno entro il 2026.

## Struttura e ubicazione

La gradinata sud, settore degli ultras sambenedettesi, in esultanza. Si nota la vicinanza fra il campo e spalti

Lo stadio sorgeva a pochi metri dal porto, nella zona nord della città di San Benedetto del Tronto, a circa 200 m dalla confinante Grottammare, in una zona altamente industrializzata e densamente abitata, spesso teatro di scontri fra tifosi locali e ospiti. Il "Fratelli Ballarin" presentava quattro settori: una tribuna coperta a ovest, due gradinate a nord e sud ed una tribuna scoperta a est. Caratteristica principale dello stadio era la ridotta distanza tra campo e spalti: i settori distinti est e la tribuna ovest erano a poco più di 1,5 m dalle linee laterali e la gradinata sud, dove era collocato il tifo organizzato dei locali, era a circa 2,5 m dell'area di rigore, con la porta a un 1 m dalla rete di recinzione della gradinata, caratteristica che faceva del "Fratelli Ballarin" un tipico stadio all'inglese.
(Paolo Rossi, che disputò diverse gare al Fratelli Ballarin ai tempi in cui vestiva la maglia del L.R. Vicenza.)

### Capienza settori
In un incontro di Coppa Italia fra Sambenedettese e Inter, il 28 agosto 1983, erano presenti oltre 13 000 spettatori.
| Settore        | Settore          | Capienza     | Capienza     |
| -------------- | ---------------- | ------------ | ------------ |
| Tribuna Ovest  | Tribuna coperta  | 2 500 posti  |              |
| Tribuna Est    | Tribuna scoperta | 3 000 posti  |              |
| Gradinata Sud  | Gradinata Sud    | 4 000 posti  | 4 000 posti  |
| Gradinata Nord | Gradinata Nord   | 3 500 posti  | 3 500 posti  |
| Totale         | Totale           | 13 000 posti | 13 000 posti |

## Progetti di ristrutturazione
Nel 1997 l’architetto Enzo Eusebi propose di tagliare in due le curve per farvi passare in mezzo un ampio viale e di destinare a impianti sportivi gli spazi rimanenti, abbattendo i distinti e la tribuna; si prevedeva a est una piscina coperta e due palestre, a ovest tre campetti polivalenti.
Nel 2007 venne fondato il Comitato Fondazione Ballarin, che nel 2010 presentò il progetto Un’Onda per il Ballarin. Nel 2012, come tesi di laurea in architettura, gli architetti Narcisi e Di Sciascio proposero di realizzare uno spazio eclettico di saldatura tra Grottammare e San Benedetto del Tronto.
Nel 2017 il direttore generale della Sambenedettese calcio Andrea Gianni incontrò l'amministrazione comunale per un'eventuale ristrutturazione per l'uso come campo di allenamento della formazione della prima squadra della Sambenedettese, con nuovi uffici e spogliatoi, oltre alla nascita del “Museo della Sambenedettese Calcio”.
Nel novembre 2018 una rappresentanza di ex calciatori della Sambenedettese, fra cui Paolo Beni, Maurizio Simonato e Bruno Ranieri, incontrò l'amministrazione comunale per esporre le proprie idee di recupero dello stadio con una ristrutturazione simile a quella dell'impianto sportivo Filadelfia di Torino, con l'obiettivo di una riqualificazione dell'intera area del vecchio impianto.
Un progetto presentato dalla Curva Nord "Massimo Cioffi" il 4 aprile 2019, in concomitanza con i 96 anni della U.S. Sambenedettese, prevedeva il recupero della gradinata sud e la realizzazione di un parco pubblico sul lato nord dell’impianto (di circa 1600 mq).
Il 1º ottobre 2016 è stato inaugurato nel piazzale antistante la gradinata sud il Largo Stefano Borgonovo, in memoria di Stefano Borgonovo che indossò la maglia della Sambenedettese nella stagione di Serie B 1984-1985.
Nel giugno del 2021, dopo la demolizione di parte della tribuna ovest e la messa in sicurezza dell'area, l'amministrazione comunale di San Benedetto del Tronto ha inaugurato quanto resta della parete della vecchia tribuna. L'inaugurazione è avvenuta nel giorno del quarantesimo anniversario del rogo del Ballarin, insieme alla presentazione del "Percorso della memoria", con vari murales e dipinti riguardanti le due giovani vittime del tragico incendio del 7 giugno 1981 e la storia della Sambenedettese Calcio.
Il 19 novembre 2022, presso l'auditorium comunale "Giovanni Tebaldini" di San Benedetto del Tronto, l'architetto Guido Canali ha presentato il progetto di riqualificazione dell'impianto. La ristrutturazione prevede la conversione dell'area in parco verde attrezzato.
Il comitato Il Ballarin, la Fossa dei Leoni, composto da tifosi e ex calciatori, ha promosso varie iniziative e proposte alternative per la salvaguardia della gradinata sud, simbolo della tifoseria della sambenedettese e del rogo del 7 giugno 1981.

## La Sambenedettese
Il "Fratelli Ballarin" ha ospitato dal 1931 al 1985 le gare interne della Sambenedettese, che in questo impianto ha disputato 17 campionati di serie B e 28 campionati di serie C, di cui 2 campionati in Prima Divisione (1932-1933 e 1933-1934). Al Ballarin la Sambenedettese ha conquistato la sua prima promozione in serie B, vincendo, a pari merito col Venezia, il campionato di Serie C 1955-1956. Vi ha affrontato le squadre più blasonate del calcio italiano, fra cui la Juventus (Coppa Italia 1960-1961, Coppa Italia 1975-1976, e Coppa Italia 1977-1978), l'Inter (Coppa Italia 1983-1984) e il Milan (campionato di Serie B 1982-1983).

### Incontri di rilievo
| Arbitro: | Cesare Jonni (Macerata) |

|               |           |                                       |
| Rumignani 63’ | Marcatori | 2’, 24’ Sívori 44’ Charles 79’Santoni |

| Arbitro: | Piero Angelini (Firenze) |

|           |           |  |
| Merlo 23’ | Marcatori |  |

| Arbitro: | Aurelio Angonese (Venezia) |

|             |           |  |
| Sestili 45’ | Marcatori |  |

| Arbitro: | Pierluigi Levrero (Genova) |

|                           |           |                  |
| Chimenti 45’ Simonato 50’ | Marcatori | 26’, 31’ Capello |

| Arbitro: | Pietro D'Elia (Salerno) |

|  |           |                        |
|  | Marcatori | 4’ Bettega 63’ Benetti |

| Arbitro: | Vittorio Benedetti (Bastia Umbra) |

|                  |           |  |
| Faccini 50’, 84’ | Marcatori |  |

| Arbitro: | Claudio Pieri (Genova) |

|               |           |             |
| Gentilini 18’ | Marcatori | 9’ Pasinato |

#### Derby del Piceno
I derby fra la Sambenedettese e l'Ascoli, rivale storica, rappresentano lo scontro tra le due principali squadre della provincia di Ascoli Piceno e due diverse realtà: l'entroterra di Ascoli Piceno contro la costa di San Benedetto del Tronto. Gli incontri disputati al Fratelli Ballarin, già "del Littorio" e "Tommaso Marchegiani", erano sempre accessi. Lo stadio era sempre gremito, con gran parte del pubblico che si appostava in luoghi di fortuna per assistere alle partite, sia all'interno che all'esterno dell'impianto, che spesso non riusciva a contenere l'enorme afflusso dei tifosi locali. In totale si sono disputati 17 incontri, con 13 vittorie della Sambenedettese e 4 pareggi. Il primo incontro disputato al Fratelli Ballarin fu il 23 ottobre 1932, nella stagione di Prima Divisione 1932-1933 (in quel decennio lo stadio era denominato "del Littorio"), mentre l'ultimo venne disputato il 26 marzo 1978, valevole per il campionato di Serie B 1977-1978.
| Competizione              | Risultato al F.lli Ballarin |
| ------------------------- | --------------------------- |
| Prima Divisione 1932-1933 | 2-2                         |
| Serie C 1938-1939         | 2-1                         |
| Serie C 1939-1940         | 4-0                         |
| Serie C 1940-1941         | 2-1                         |
| Serie C 1945-1946         | 1-0                         |
| Serie C 1946-1947         | 3-0                         |
| Serie C 1947-1948         | 1-0                         |
| Serie C 1963-1964         | 3-1                         |
| Serie C 1964-1965         | 4-0                         |

| Competizione      | Risultato al F.lli Ballarin |
| ----------------- | --------------------------- |
| Serie C 1965-1966 | 1-0                         |
| Serie C 1967-1968 | 2-0                         |
| Serie C 1968-1969 | 1-0                         |
| Serie C 1969-1970 | 1-0                         |
| Serie C 1970-1971 | 2-0                         |
| Serie C 1971-1972 | 0-0                         |
| Serie B 1976-1977 | 1-1                         |
| Serie B 1977-1978 | 0-0                         |

#### Prima gara ufficiale
L'inaugurazione dell'allora "Campo del Littorio" avvenne il 22 novembre 1931. La Sambenedettese e il Fano si affrontarono nella 3ª giornata di andata del campionato di Seconda Divisione 1931-1932, torneo regionale superiore di quell’edizione del campionato italiano di calcio
| San Benedetto del Tronto 22 novembre 1931 Seconda Divisione 3ª giornata | Sambenedettese | 2 – 4 | Fano | Campo Littorio |

#### Ultima gara ufficiale
Il 9 giugno 1985 si disputò Sambenedettese - Taranto, penultima gara del campionato di Serie B 1984-1985, ultimo incontro ufficiale della Sambenedettese presso il Fratelli Ballarin.
| Arbitro: | Luigi Agnolin (Bassano del Grappa) |

|                              |           |                 |
| Di Fabio 45’ Buoncammino 52’ | Marcatori | 74’ Frappampina |

## Incidenti

### Morte di Roberto Strulli
Il 14 febbraio 1965, durante l'incontro tra Sambenedettese e Ascoli, il portiere ospite Roberto Strulli si scontrò fortuitamente con l'attaccante Alfiero Caposciutti, subendo la perforazione della base del cranio e finendo in coma. Morì in ospedale alcune ore più tardi.

### Rogo del 1981
Il 7 giugno 1981, poco prima del calcio d'inizio dell'incontro Sambenedettese-Matera, si sviluppò un incendio in curva sud, originato da una coreografia di cartoncini che andò a fuoco. L'incendio causò la morte di due ragazze, Maria Teresa Napoleoni di 23 anni e Carla Bisirri di 21. Vi furono 64 ustionati, di cui 11 gravi, e un totale di 168 feriti.

## Cinema e televisione
Immagini di repertorio dal Ballarin sono state montate nel film L'allenatore nel pallone per inscenare il match in cui la Longobarda è promossa in Serie A sul campo della Sambenedettese. Le riprese provengono dall'incontro di Serie B 1983-1984 Sambenedettese-Pistoiese, giocato alla penultima giornata e terminato 1-1, con la salvezza dei padroni di casa ai danni proprio della Pistoiese, che retrocesse. La prima scena di esultanza del pubblico è la vera esultanza dei tifosi locali.
Nel 2018 è stato presentato il documentario Il Ballarin. La Fossa dei Leoni, che ripercorre la storia dell'impianto, rivissuta attraverso i ricordi dei protagonisti, calciatori e tifoseria.
Il 2 novembre 2020 Sky Arte ha trasmesso il documentario L'ultima partita di Pasolini, nel quarantacinquesimo anniversario della morte del poeta. Si tratta dell'incontro amichevole tra le vecchie glorie della Sambenedettese Calcio e la Nazionale italiana artisti, che Pasolini disputò al Ballarin il 14 settembre 1975, poche settimane prima del suo assassinio.

## Statistiche
Dati di affluenza degli spettatori nei campionati di Serie B della Sambenedettese Calcio presso il Fratelli Ballarin:
| Stagione  | Campionato | Gare disputate | Abbonati | Spettatori abbonati (totale) | Spettatori paganti biglietto | Affluenza totale | Media spettatori |
| --------- | ---------- | -------------- | -------- | ---------------------------- | ---------------------------- | ---------------- | ---------------- |
| 1984/1985 | Serie B    | 19             | 1 288    | 24 472                       | 84 601                       | 109 073          | 5 740            |
| 1983/1984 | Serie B    | 19             | 1 899    | 36 081                       | 83 389                       | 119 470          | 6 287            |
| 1982/1983 | Serie B    | 19             | 1 970    | 37 430                       | 103 121                      | 140 551          | 7 397            |
| 1981/1982 | Serie B    | 19             | 1 254    | 23 826                       | 108 527                      | 132 353          | 6 965            |
| 1979/1980 | Serie B    | 19             | 1 414    | 26 866                       | 100 821                      | 127 687          | 6 720            |
| 1978/1979 | Serie B    | 19             | 1 281    | 24 339                       | 113 193                      | 137 532          | 7 238            |
| 1977/1978 | Serie B    | 19             | 1 662    | 31 578                       | 94 694                       | 126 272          | 6 645            |
| 1976/1977 | Serie B    | 19             | 1 722    | 32 718                       | 100 835                      | 133 553          | 7 028            |
| 1975/1976 | Serie B    | 19             | 2 602    | 49 438                       | 75 688                       | 125 126          | 6 585            |
| 1974/1975 | Serie B    | 19             | 2 489    | 47 291                       | 79 299                       | 126 590          | 6 662            |
| 1962/1963 | Serie B    | 19             | 1 825    | 34 675                       | 27 609                       | 62 284           | 3 278            |

Non sono disponibili i dati delle stagioni Serie B 1956-1957, Serie B 1957-1958, Serie B 1958-1959, Serie B 1959-1960, Serie B 1960-1961 e Serie B 1961-1962.

## Eventi non sportivi

### Concerti
Lo stadio "Fratelli Ballarin" ha accolto negli anni anche manifestazioni extrasportive, quali concerti di artisti di fama nazionale e internazionale:
- 21 agosto 1982 - Miguel Bosé[58]
- 11 agosto 1983 - Vasco Rossi - Bollicine tour '83[59][60]
- 10 agosto 1987 - Spandau Ballet - Through the Barricades Tour[61]
- 4 agosto 2021 - Myss Keta[62]
- 6 agosto 2021 - Psicologi[62]